# Docteur ès sciences (ex-Union soviétique)
Le titre de docteur ès sciences (en russe : Доктор Наук, doktor naouk) est le plus haut grade de l'enseignement supérieur dans l'ancienne URSS, en Russie et dans plusieurs autres États post-soviétiques.

## Définition et attribution
Ce grade requiert l'obtention d'un premier grade, celui de candidat ès sciences (Кандидат Наук, kandidat naouk), qui correspond peu ou prou à un doctorat.
En Russie, ces grades sont attribués par une agence du gouvernement fédéral, la Commission supérieure d'attestation (Высшая аттестационная комиссия), sur proposition du jury de thèse spécialisé devant lequel le candidat a soutenu ses travaux de recherche. De tels jurys sont créés dans les établissements universitaires qui ont établi des dossiers de recherche et sont accrédités par la Commission.

## Procédures
Les procédures pour délivrer tant le grade de candidat que celui de docteur sont plus formelles que celles qui ont cours dans les universités occidentales. En particulier, pour le grade de docteur, l'établissement universitaire auquel est affecté le candidat doit conduire une enquête préliminaire sur les résultats de recherche et les contributions personnelles du candidat, dont les conclusions l'amènent à accorder ou non son soutien officiel. Par définition, ce très prestigieux grade ne peut être accordé que pour une contribution significative à la science appuyée par la soutenance publique d'une thèse, la publication d'une monographie exhaustive portant sur un domaine scientifique, ou — dans de rares cas — un ensemble remarquable de publications dans des revues spécialisées avec comité de lecture.
La thèse doit être soutenue face à un jury spécialisé accrédité par la Commission supérieure d'attestation. Le jury compte généralement une vingtaine de membres, tous ayant le grade de docteur ès sciences. La spécialité du domaine de recherche d'au moins cinq membres du jury doit correspondre à celle du candidat. Ce dernier doit avoir mené ses recherches de manière indépendante, ce qui implique qu'aucun directeur de recherche ne doive siéger dans le jury. De plus, le candidat est typiquement professeur, ayant dirigé quelques étudiants en doctorat durant sa préparation au grade de docteur ès sciences. Toutefois, il est normal qu'en pratique, le chercheur ait été aidé par un collègue consultant pour identifier les problèmes et trouver des moyens de les résoudre : une telle activité n'est pas techniquement considérée comme entrant dans les attributions d'un directeur de recherche.
Avant la soutenance, trois rapporteurs — appelés « opposants » (оппоненты, opponenty) en russe pour souligner leur rôle critique —, nommés par le jury et ayant eux-mêmes le grade de docteur ès sciences, doivent présenter par écrit leur évaluation de la thèse, et une douzaine de relecteurs doivent écrire leurs conclusions sur la base d'un résumé de thèse (un document de 40 à 50 pages).
À l'issue de la soutenance, le jury se prononce — ou non —  à la majorité des deux tiers pour un avis favorable en faveur de l'attribution du grade. Cet avis est transmis à la Commission supérieure d'attestation, dont le présidium prend la décision en dernier lieu.

## Équivalences
Le grade de doktor naouk présente quelques similitudes avec l'habilitation à diriger des recherches (HDR) française ou au titre de Privatdozent des pays germaniques. En revanche, il n'a guère d'équivalent en Amérique du Nord ou au Royaume-Uni. Dans ces pays, il pourrait correspondre plus au moins au doctorat honoris causa, ou au grade de Doctor of Science dans son acception britannique. La différence fondamentale est que ces derniers titres sont pour l'essentiel honorifiques.
Cependant, la Russie ayant adhéré en 2003 au processus de Bologne d'unification des grades universitaires dans l'espace européen, l'avenir du grade de docteur ès sciences est encore flou actuellement[Quand ?].

## Conséquences pratiques
Une conséquence très pratique de l'attribution de ce grade est qu'il permet de postuler d'office à un poste de professeur titulaire d'université ouvert au concours, sans autre justification que celle de la qualification scientifique. Pour accéder à un tel poste sans être docteur, il faut en effet justifier en sus d'au moins 15 ans d'enseignement supérieur d'excellente qualité.
En moyenne, seuls 10 % des candidats ès sciences peuvent espérer obtenir un grade de docteur. Bien que les plus talentueux des chercheurs en mathématiques puissent devenir docteurs avant leurs 30 ans, l'âge moyen des chercheurs obtenant ce titre dans les autres disciplines est de 50 ans, du fait de la quantité et de la qualité des contributions exigées.